# مارك شيريد
مارك شيرد (بالإنجليزية: Mark Sheard Child)‏ (من مواليد 17 أغسطس 1937) وهو كيميائي بريطاني، حصل مارك على زمالة الجمعية الملكية وتقاعد في سانت إدموند هول، أكسفورد.

## تعليمه
التحق بمدرسة بوكلينجتون في الفترة من 1947 إلى 1955. حصل على درجة الدكتوراه في الفلسفة من جامعة كامبريدج في عام 1963 مع أطروحة حول الطيف الاهتزازي للجزيئات المنحلّة إلكترونيا.

## أبحاثه
تتضمن اهتمامات مارك شيرد البحثية حول الميكانيكا شبه الكلاسيكية  ونظرية التصادم الجزيئي وهياكل المستوى الكمومي عند نقطة السرج.